# Pascal Baills
Pascal Baills (Perpinyà, Catalunya Nord, 30 de desembre de 1964) és un exfutbolista professional nord-català. Actualment és l'assistent de l'entrenador del Montpellier HSC.

## Palmarès
- Copa de França 1990 (Montpellier).
- Lliga francesa de futbol 1992 (Olympique de Marsella).